# Ciclo Rankine
O Ciclo Rankine é um ciclo termodinâmico que pode ser reversível, funciona convertendo calor em trabalho. O calor é fornecido à caldeira por uma fonte de calor externa, geralmente utilizando a água como fluido operante. Este ciclo gera cerca de 90% de toda a energia elétrica produzida no mundo, incluindo virtualmente toda a energia solar, biomassa, carvão e nuclear obtida em usinas. Foi descoberto e nomeado por William John Macquorn Rankine, um escocês polímata e professor da Universidade de Glasgow. O ciclo termodinâmico Rankine é fundamental subjacente dos motores a vapor.

## Descrição

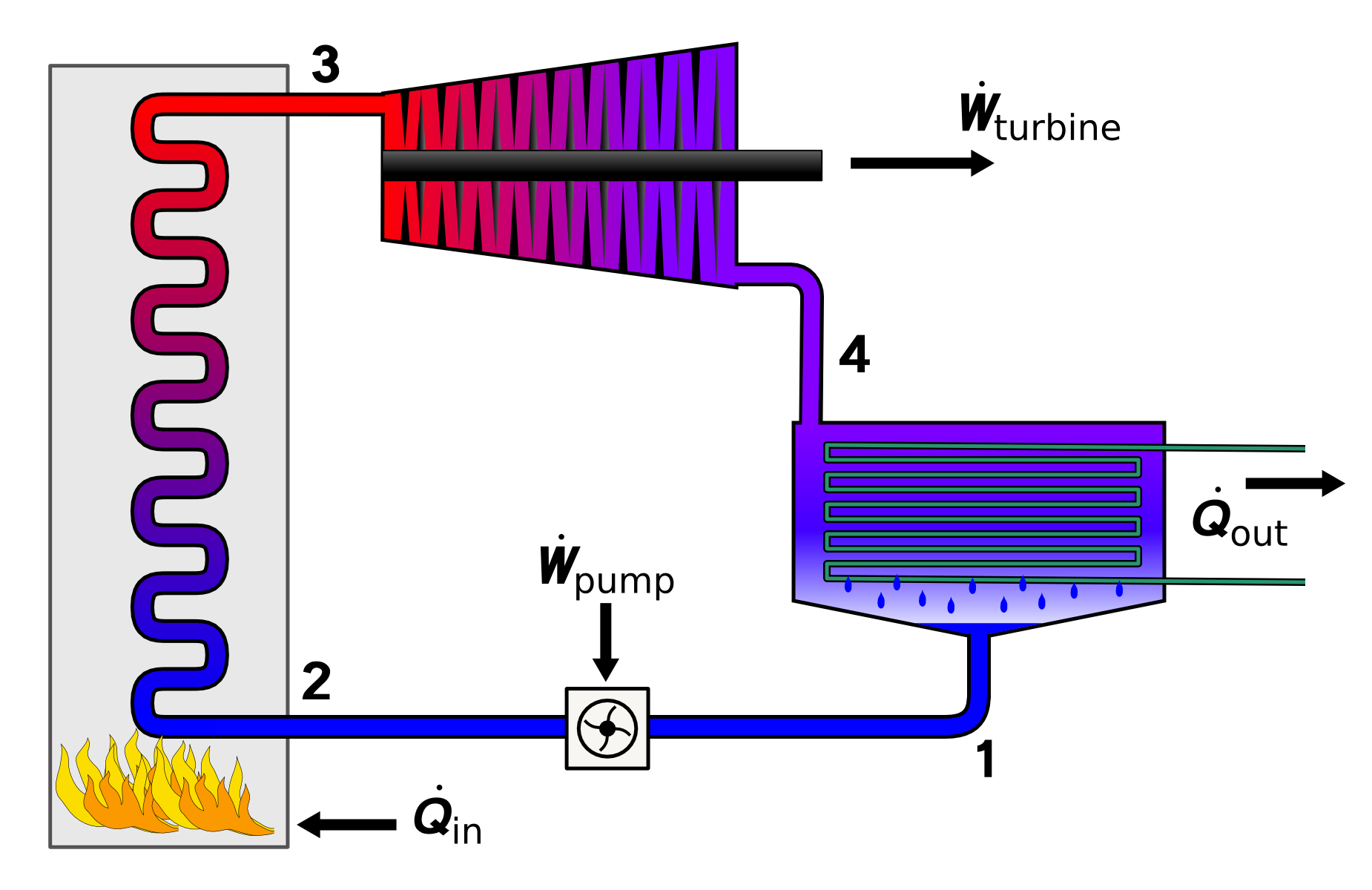
Apresentação física dos quatro processos termodinâmicos usados no ciclo Rankine

O ciclo Rankine mostra o ciclo fechado do processo do fluido nas máquinas térmicas, sendo geralmente utilizado nas usinas de geração elétrica a partir da combustão de combustíveis fósseis como o carvão, gás natural, e gasolina e também da fissão nuclear de forma a obter calor, uma vez que quanto maior a temperatura, melhor a produção de energia.
A eficiência do ciclo é limitada pelo alto calor de vaporização do fluido de trabalho. Além disso, a menos que a pressão e a temperatura alcancem níveis críticos superiores na caldeira a vapor, o máximo que a temperatura pode operar ainda é bastante pequeno: as temperaturas de entrada da turbina a vapor são tipicamente em torno de 565 ° C e as temperaturas do condensador de vapor são em torno de 30 ° C.
O Ciclo Rankine é similar ao Ciclo de Carnot, pois quando se observa a eficiência de uma turbina, o diagrama TS assemelha-se ao ciclo de Carnot. As temperaturas de entrada oferecem uma eficiência teórica máxima de Carnot para a turbina a vapor isolada de cerca de 63,8% comparado com uma eficiência térmica global real de até 42% para uma moderna estação de energia a carvão. Esta baixa temperatura de entrada na turbina a vapor (comparado com uma turbina a gás) é o motivo pelo qual o ciclo de Rankine (vapor) é frequentemente usado como um ciclo de fundo para recuperar o calor rejeitado de outra forma em centrais de turbinas a gás de ciclo combinado.
A diferença principal está na adição de uma caldeira e ausência de um condensador nos processos isobáricos no ciclo Rankine e nos processos isotérmicos na teoria do Ciclo Carnot.
O trabalho realizado em um ciclo de Rankine segue um ciclo fechado e é reutilizado constantemente. O vapor de água com gotículas condensadas é gerado por sistemas de resfriamento (não diretamente do ciclo de energia de Rankine em circuito fechado). As torres de resfriamento utilizadas como fontes fria nessas usinas são rios ou o mar. A eficiência do ciclo de Rankine é limitada no lado frio pela menor temperatura prática do fluido de
trabalho. As torres de resfriamento operam como grandes permutadores de calor, absorvendo o calor latente de vaporização do fluido de trabalho e
evaporando simultaneamente a água de refrigeração para a atmosfera. Muitas substâncias podem ser usadas como fluido de trabalho no ciclo, mas a água é geralmente o fluido de escolha devido às suas propriedades favoráveis, como a sua química não tóxica e não-reativa, abundância e baixo custo, bem como suas propriedades termodinâmicas.
O ciclo descreve-se na seguinte sequência:
Normalmente, líquido saturado sai do condensador (ponto 1), sendo pressurizado pela bomba (ponto 2), entrando na caldeira onde é transferido
calor para este (ponto 3), normalmente a pressão constante. Em seguida, é expandido na turbina, sendo aqui obtido trabalho mecânico. Por último, o fluido passa pelo condensador onde volta ao estado de líquido saturado. Teoricamente, a expansão na turbina é isentrópica, ou seja, a entropia inicial é igual à final. No entanto, na realidade existem perdas, sendo obtido menos trabalho do que idealmente se quer. Da mesma forma, a bomba não tem uma
eficiência de 100%, sendo necessário fornecer mais trabalho que no regime ideal.

## Processos de um Ciclo Rankine
Existem quatro processos num ciclo Rankine, cada um alterando as propriedades do fluido de trabalho. Estas propriedades são identificadas pelos números no diagrama acima.
- Processo 4-1: Primeiro, o fluido de trabalho é bombeado (idealmente numa forma adiabática reversível) de uma pressão baixa para uma pressão alta utilizando-se uma bomba. O bombeamento requer algum tipo de energia para se realizar.
- Processo 1-2: O fluido pressurizado entra numa caldeira, onde é aquecido a pressão constante até se tornar vapor superaquecido. Fontes comuns de calor incluem carvão, gás natural e energia nuclear.
- Processo 2-3: O vapor superaquecido expande através de uma turbina para gerar trabalho. Idealmente, esta é uma refrigeração adiabática reversível. Com esta refrigeração, tanto a pressão quanto a temperatura se reduzem.
- Processo 3-4: O vapor então entra num condensador, onde ele é resfriado, idealmente a pressão constante, até a condição de líquido saturado. Este líquido então retorna à bomba e o ciclo se repete.

## Equações
Cada uma das equações a seguir pode ser obtida facilmente a partir do balanço de massa e energia do volume de controle. A quinta equação define a eficiência termodinâmica do ciclo como sendo a razão entre o trabalho líquido do sistema e o calor fornecido ao sistema. A bomba normalmente exige aproximadamente 1% do W da produção da turbina.
| {\displaystyle {\frac {{\dot {Q}}_{\mathit {caldeira}}}{\dot {m}}}=h_{2}-h_{1}}                                              | {\displaystyle {\frac {{\dot {W}}_{\mathit {turbina}}}{\dot {m}}}=h_{2}-h_{3}} |
| {\displaystyle {\frac {{\dot {Q}}_{\mathit {condensador}}}{\dot {m}}}=h_{3}-h_{4}}                                           | {\displaystyle {\frac {{\dot {W}}_{\mathit {bomba}}}{\dot {m}}}=h_{1}-h_{4}}   |
| {\displaystyle \eta ={\frac {{\dot {W}}_{\mathit {turbina}}-{\dot {W}}_{\mathit {bomba}}}{{\dot {Q}}_{\mathit {caldeira}}}}} |                                                                                |

Quando tratamos da eficiência de turbinas e  bombas, é necessário fazer uma readequação no trabalho do ciclo.
{\displaystyle {\frac {{\dot {W}}_{bomba}}{\dot {m}}}=h_{2}-h_{1}\approx {\frac {v_{1}\Delta p}{\eta _{bomba}}}={\frac {v_{1}(p_{2}-p_{1})}{\eta _{bomba}}}}
{\displaystyle {\frac {{\dot {W}}_{turbina}}{\dot {m}}}=h_{3}-h_{4}\approx (h_{3}-h_{4})\eta _{turbina}}

## Variáveis
| {\displaystyle {\dot {Q}}_{in}}         | taxa de entrada de calor (energia por unidade de tempo)                               |
| {\displaystyle {\dot {m}}}              | caudal (massa por unidade de tempo)                                                   |
| {\displaystyle {\dot {W}}}              | trabalho mecânico usado pelo ou proveniente do sistema (energia por unidade de tempo) |
| {\displaystyle \eta }                   | eficiência termodinâmica do processo (adimensional)                                   |
| {\displaystyle h_{1},h_{2},h_{3},h_{4}} | estes são os valores de entalpia específica especificados no diagrama T-s             |

## Ciclo Rankine Real (Não-ideal)
Num ciclo real, a compressão pela bomba e a expansão na turbina não são isoentrópicos. Em outras palavras, estes processos não são reversíveis, e a entropia aumenta durante os processos (indicados na figura como ΔS). Isto faz com que a energia requerida pela bomba seja maior, e que o trabalho produzido pela turbina seja menor do que o produzido num estado de idealidade.
O fator que limita a eficiência da turbina a vapor é a formação de gotículas de água. Conforme a água condensa, as gotas atingem as lâminas da turbina e causam corrosão e erosão, o que acaba diminuindo lentamente a vida útil das lâminas e a eficiência da turbina. Esse problema pode ser evitado através do superaquecimento do vapor.

## Variações do Ciclo Rankine
Pode-se melhorar a eficiência termodinâmica geral de um ciclo através do aumento de sua temperatura média de entrada de calor. Um modo de fazer isto é aumentando a temperatura na região de superaquecimento do vapor. Além disso, existem variações do ciclo básico com o mesmo objetivo. Duas destas variações do ciclo Rankine serão descritas abaixo.

### Ciclo Rankine com Reaquecimento
O ciclo Rankine com reaquecimento tem como objetivo remover a umidade trazida pelo vapor nos últimos estágios da expansão. Ele opera utilizando duas turbinas em série. A primeira turbina recebe o vapor da caldeira à alta pressão, liberando-o de tal maneira a evitar sua condensação. Este vapor é então reaquecido, utilizando o calor da própria caldeira, e é utilizado para acionar uma segunda turbina de baixa pressão. Esse reaquecimento é feito em temperaturas bem próximas às de entrada, mas a pressão ideal é de aquecimento equivale a um quarto da pressão inicial. Entre outras vantagens, isto impede a condensação do vapor no interior das turbinas durante sua expansão, o que poderia danificar seriamente as pás da turbina, e aumenta a eficiência do ciclo.[3]
Este ciclo foi introduzido primeiramente por volta de 1920, mas possuía muitas dificuldades técnicas. Foi reintroduzido por volta de 20 anos depois, já com o uso de caldeiras de alta pressão, e, posteriormente, aquecimento duplo. Este aquecimento duplo faz com que a temperatura média do sistema aumente. Atualmente, o reaquecimento duplo é empregado apenas em usinas que necessitam operar sob pressão supercrítica, já que nos processos em geral são dispensáveis mais de duas etapas de aquecimento.

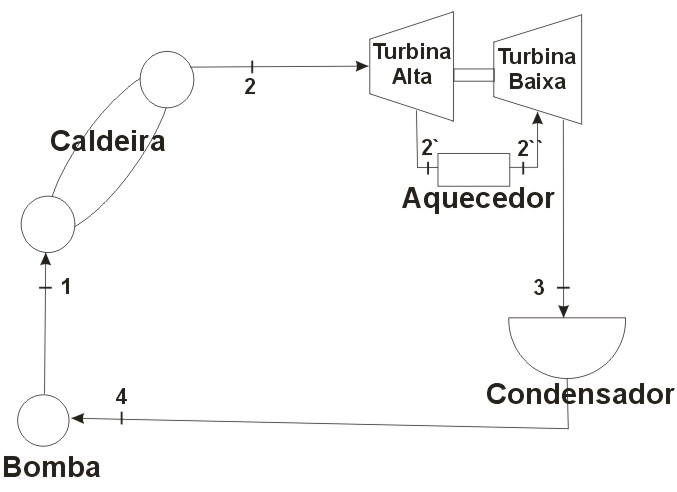
Ciclo Rankine com Reaquecimento

### Ciclo Rankine Regenerativo
O ciclo Rankine regenerativo é assim designado pois o fluido que sai do condensador é reaquecido pelo vapor liberado pela turbina de alta pressão. Na imagem abaixo o fluido 3’ é misturado com fluido 2’ formando assim o fluido saturado 4. Esse processo é denominado “aquecimento por contato direto”.
A regeneração aumenta a temperatura inicial do calor no ciclo, suprindo a necessidade de se adicionar calor da fonte de combustível, já que a água de alimentação regenerativa possui temperatura relativamente mais alta que a água de alimentação proveniente desse tipo de fonte.
Este processo aumenta a temperatura média do fluido em circulação, o que aumenta consequentemente a eficiência termodinâmica do ciclo.

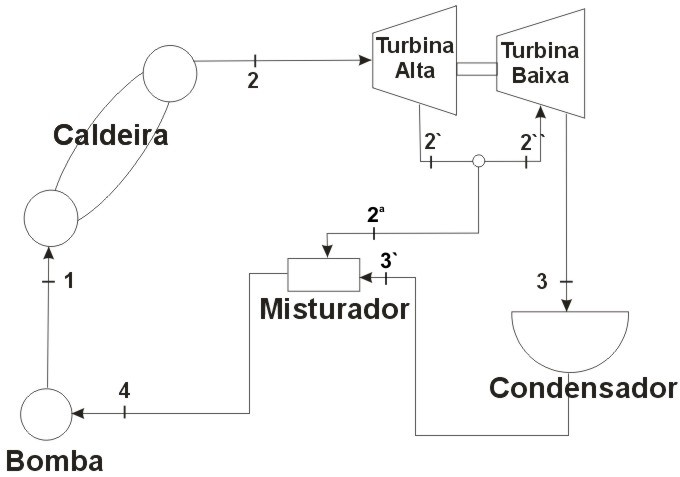
Ciclo Rankine regenerativo

## Ciclo Orgânico de Rankine
O ciclo Rankine Orgânico (ORC) é um processo que converte energia térmica em trabalho útil através da transferência de calor de um meio de alta temperatura para um meio de baixa temperatura.
Equipamentos ORC são semelhantes aos que possuem o ciclo de Rankine a vapor [1], com a diferença de que estes podem usar fluidos de alta massa molecular, como o n-pentano ou o tolueno, no lugar de vapor. Estes fluidos apresentam pontos de ebulição menores do que a água, aproveitando assim de fontes de temperaturas mais baixas.
Embora a eficiência do ciclo não seja alta, já que a variação de temperatura é pequena, o baixo custo envolvido na captação do calor nesta temperatura pode compensar. Também pode-se utilizar de fluidos com pontos de ebulição acima do da água, aumentando a eficiência e trazendo benefícios termodinâmicos, como acontece na turbina de vapor de mercúrio.
Embora possua o nome de “ciclo orgânico”, o ciclo Rankine não precisa necessariamente utilizar o fluido funcional de sua definição, de modo que o nome é apenas marketing e o ciclo não é um ciclo termodinâmico separado.

## Ciclo Supercrítico de Rankine
Fluido supercrítico é toda substância a temperatura e pressão acima do seu ponto crítico, de modo que não há mais distinção entre as fases líquida e gasosa. Este fluido é capaz de sofrer efusão através de sólidos, como um gás, e de solubilizar materiais, como um líquido. Além disso, por volta do ponto crítico, todas as mudanças de pressão e temperatura influenciam bastante na densidade, permitindo ajustes em suas propriedades. Também podem substituir solventes orgânicos em uma vários processos industriais e laboratoriais. Os fluidos supercríticos mais usados são Dióxido de Carbono e água.
Usando estes fluidos, o ciclo de Rankine é aplicado combinando os conceitos de regeneração de calor e ciclo de Rankine supercrítico, em um processo unificado chamado Ciclo Regenerativo de ciclo Supercrítico (RGCS), otimizado para fontes de temperaturas entre 125 e 450°C.